# Steen Steensen Blicher
Steen Steensen Blicher est un écrivain danois. Né le 11 octobre 1782 à Vium, il est décédé le 26 mars 1848 à Spentrup.

## Biographie
Surnommé le Walter Scott danois, pasteur luthérien (1810), il commence sa carrière d'auteur en traduisant Ossian, puis publie des poésies, des nouvelles et des contes humoristiques qui dépeignent les mœurs scandinaves.

## Œuvres
- Brudstykker af en Landsbydegns Dagbog (1824)
- Sneklokken (1825)
- Røverstuen (1827)
- Ak! hvor forandret (1828)
- Sildig Opvaagnen (1828)
- Præsten i Vejlby (1829)
- Kjeltringliv (1829)
- Telse (1829)
- Hosekræmmeren (1829)
- Trækfuglene (1838)
- De tre Helligaftener (1841)
- E Bindstouw (1842)